# Liste der Wegekreuze und Bildstöcke im Bonner Ortsteil Hoholz
Die folgende Liste enthält die Wege-, Grabkreuze und Bildstöcke, die auf dem Gebiet des Bonner Ortsteils Hoholz im Stadtbezirk Beuel nachgewiesen sind.
| Bild           | Bezeichnung       | Lage                                                         | Beschreibung | Inschrift | Bauzeit         | Denkmalnummer |
| -------------- | ----------------- | ------------------------------------------------------------ | --- | --- | --------------- | ------------- |
| weitere Bilder |                   | Birlinghovener Straße / Hoholzstraße Karte                   | Das Wegekreuz wurde 1768 errichtet und befindet sich heute an der Ecke Birlinghovener Straße und Hoholzstraße, dem Dorfplatz von Hoholz.                   | Hoholz 1768 | 1768            |               |
| weitere Bilder | Antonius-Häuschen | Siebengebirgsstraße (L 83), an der Bonner Stadtgrenze Karte  | Der Bildstock, wegen der Statue des heiligen Antonius Antoniushäuschen genannt, befindet sich an der Bonner Stadtgrenze in der Siebengebirgsstraße (L 83). | |                 | A 2318        |
| weitere Bilder | Richarz-Kreuz     | Ettenhausener Straße, Seitenweg gegenüber Gutseinfahrt Karte | Das Richarz-Kreuz genannte Wegekreuz befindet sich gegenüber der Gutseinfahrt zum Gut Ettenhausen (Ettenhausener Straße 91).                               | Andenken an Michael Lichtenberg Eigenthümer vom Ettenhausener Hof geb. 1766 gest. 1847 gewidmet von seiner zweiten Frau Gertrud Richarz und seinen Kindern Peter Margaretha und Michael Lichtenberg | 19. Jahrhundert | A 2180        |
| weitere Bilder |                   | Ettenhausener Straße 91, Gut Ettenhausen Karte               | Das Wegekreuz befindet sich in einer Hauswand des Gut Ettenhausen (Ettenhausener Straße 91).                                                               | |                 |               |